# Alcol deidrogenasi (accettore)
La alcol deidrogenasi (accettore) è un enzima appartenente alla classe delle ossidoreduttasi, che catalizza la seguente reazione:
un alcol primario + accettore ⇄ una aldeide + accettore ridotto
L'enzima è una chinoproteina che agisce su una vasta gamma di alcoli primari, tra cui il metanolo.